# Verloren werk
Een verloren werk is een historisch geschrift waarvan het bestaan wél bekend is maar waarvan geen exemplaren overgeleverd zijn.
Deze bekendheid kan bestaan door ex-libris verwijzingen, verwijzingen in andere werken of verwijzingen in archieven.